# Thunbergia thespesiifolia
Thunbergia thespesiifolia är en akantusväxtart som beskrevs av Cornelis Eliza Bertus Bremekamp. Thunbergia thespesiifolia ingår i släktet thunbergior, och familjen akantusväxter. Inga underarter finns listade i Catalogue of Life.